# Leonardo López Luján
Leonardo Náuhmitl López Luján (Mexico-Stad, 31 maart 1964) is een Mexicaans archeoloog en historicus.

## Biografie
López Luján studeerde aan de Nationale School voor Antropologie en Geschiedenis en de Université Paris-Nanterre. Hij is gespecialiseerd in precolombiaanse samenlevingen in Centraal-Mexico. Sinds 1991 is hij directeur van het Nationaal Instituut voor Antropologie en Geschiedenis.
Hij is een zoon van de gerenommeerde historicus Alfredo López Austin.

## Werken
- La recuperación mexica del pasado teotihuacano, 1989.
- Nómadas y sedentarios: el pasado prehispánico de Zacatecas, 1989.
- The Offerings of the Templo Mayor of Tenochtitlan, 1993, 1994, 2005.
- Xochicalco y Tula, 1995, 1996 (samen met Robert H. Cobean en Guadalupe Mastache).
- Mito y realidad de Zuyuá, 1999, 2017 (samen met Alfredo López Austin).
- Viaje al mercado de México, 2000, 2013.
- Mexico's Indigenous Past, 1996, 1998, 2001, 2012, 2014 (samen met Alfredo López Austin).
- Aztèques. La collection de sculptures du Musée du quai Branly, 2005 (samen met Marie-France Fauvet-Berthelot).
- La Casa de las Águilas, twee volumes, 2006.
- Tenochtitlan, 2006 (samen met Judy Levin).
- Breaking Through Mexico's Past, 2007 (samen met Davíd Carrasco en Eduardo Matos Moctezuma).
- Escultura monumental mexica, 2009, 2012, 2019 (samen met Eduardo Matos Moctezuma).
- Monte Sagrado/Templo Mayor: el cerro y la pirámide en la tradición religiosa mesoamericana, 2009, 2012 (samen met Alfredo López Austin).
- Tlaltecuhtli, 2010.
- El capitán Guillermo Dupaix y su álbum arqueológico de 1794, 2015.
- Arqueología de la arqueología: ensayos sobre los orígenes de la disciplina en México, 2017, 2019.
- Pretérito pluscuamperfecto: visiones mesoamericanas de los vestigios arqueológicos. Lección inaugural de El Colegio Nacional, 2019.
- Los primeros pasos de un largo trayecto: la ilustración de tema arqueológico en la Nueva España del siglo XVIII. Discurso de ingreso de la Academia Mexicana de la Historia, 2019.
- El ídolo sin pies ni cabeza: la Coatlicue a finales del México virreinal, 2020.
- El pasado imaginado: arqueología y artes plásticas en México (1440-1821), 2021.
- Los muertos viven, los vivos matan: Mictlantecuhtli y el Templo Mayor de Tenochtitlan, 2021.
- La arqueología ilustrada americana: la universalidad de una disciplina, 2021 (samen met Jorge Maier Allende).
- Eduardo Matos Moctezuma: ochenta años, 2021.
- Los animales y el recinto sagrado de Tenochtitlan, 2022 (samen met Eduardo Matos Moctezuma).
- Ancient Mexico: Maya, Aztec, and Teotihuacan, 2023 (samen met Saburo Sugiyama en Takeshi Inomata).
- Mexica: Des dons et des dieux au Templo Mayor, 2024 (samen met Fabienne de Pierrebourg en Steve Bourget).
- Arqueología mexicana: sus orígenes y proyecciones, 2024 (samen met Eduardo Matos Moctezuma).
- Mexico-Tenochtitlan: Dynamism at the Center of the World, 2025 (samen met Barbara E. Mundy en Elizabeth Hill Boone).